# Psychrophrynella illampu
Espèce
Synonymes
- Phrynopus illampu De la Riva, Reichle & Padial, 2007

Statut de conservation UICN

 VU B1ab(iii)+2ab(iii) : Vulnérable
Psychrophrynella illampu est une espèce d'amphibiens de la famille des Craugastoridae.

## Répartition
Cette espèce est endémique de la province de Larecaja dans le département de La Paz en Bolivie. Elle se rencontre dans les environs de Sorata à environ 3 840 m d'altitude dans la cordillère Orientale.

## Description
Cette espèce mesure de 17,5 à 23,9 mm.

## Étymologie
Le nom de cette espèce vient du Nevado Illampu dans le massif Ankohuma-Illampu.

## Publication originale
- De la Riva, 2007 : Bolivian frogs of the genus Phrynopus, with the description of twelve new species (Anura: Brachycephalidae). Herpetological Monographs, vol. 21, p. 241-277 (texte intégral).